# 토니 스타크 (마블 시네마틱 유니버스)
앤서니 에드워드 스타크(영어: Anthony Edward Stark)는 간단히 토니 스타크(Tony Stark)로 잘 알려진 마블 시네마틱 유니버스(MCU)의 등장인물로, 로버트 다우니 주니어가 연기한다. 마블 코믹스의 동명 캐릭터를 원작으로 하며, 아이언맨(Iron Man)으로 잘 알려져 있다.
그는 인크레더블 헐크의 카메오를 포함하여 마블 시네마틱 유니버스에서 총 9편의 영화에 출연했습니다. 그는 2008년 '아이언맨'에 처음 등장했고, 2019년 '어벤져스:엔드게임'에 다시 출연했다가 사망했다.
가장 유명한 대사는 "I am iron man"으로, 이는 로버트 다우니 주니어가 2008년 《아이언맨》의 엔딩장면에서의 애드립으로 탄생하였고 2019년 《어벤져스: 엔드게임》에서 토니 스타크의 마지막 대사이기도 하다.

## 같이 보기
- 마블 시네마틱 유니버스 캐릭터 목록